# Bruant
Pour les articles homonymes, voir Bruant (homonymie).
Taxons concernés
Des espèces des genres :
- Aimophila Swainson, 1837
- Ammodramus Swainson, 1827
- Amphispiza Coues, 1874
- Calamospiza Bonaparte, 1838
- Calcarius Bechstein, 1802
- Chondestes Swainson, 1827
- Emberiza Linnaeus, 1758
- Latoucheornis Bangs, 1931
- Melophus Swainson, 1837
- Melospiza Baird, 1858
- Oriturus Bonaparte, 1850
- Passerculus Bonaparte, 1838
- Passerella Swainson, 1837
- Plectrophenax Stejneger, 1882
- Pooecetes Baird, 1858
- Spizella Bonaparte, 1832
- Torreornis Barbour & Peters, 1927
- Xenospiza Bangs, 1931
- Zonotrichia Swainson, 1832
- etc.

Bruant [bʀyɑ] ou Bréant [bʀeɑ̃] sont les noms vernaculaires de petits passereaux, désignant des espèces appartenant à la famille des embérizidés ou des Passerellidae (ainsi que certaines espèces très apparentée (Calcariidae) et autrefois nommées pour la plupart d'entre elles pinsons[réf. nécessaire]. La forme « Bruant » est utilisée dans la composition de nombreux noms normalisés définis par la CINFO. La forme « Bréant » apparaît aujourd'hui comme vieillie.
L'étymologie de ces termes n'est pas complètement déterminée mais ils semblent dérivés de bruit ou bruire, bruire signifiant faire du bruit.

## Liste alphabétique des bruants
Liste alphabétique des bruants :
- Bruant à calotte blanche – Emberiza leucocephalos
- Bruant à calotte fauve – Aimophila ruficeps
- Bruant à calotte rayée – Aimophila strigiceps
- Bruant à cou gris – Emberiza buchanani
- Bruant à couronne blanche – Zonotrichia leucophrys
- Bruant à couronne dorée – Zonotrichia atricapilla
- Bruant à épaulettes – Peucaea carpalis
- Bruant à face noire – Zonotrichia querula
- Bruant à front d'or – Ammodramus aurifrons
- Bruant à gorge blanche – Zonotrichia albicollis
- Bruant à gorge noire – Amphispiza bilineata
- Bruant à joues marron – Chondestes grammacus
- Bruant à longue queue – Emberiza cioides
- Bruant à menton noir – Spizella atrogularis
- Bruant à moustaches – Aimophila mystacalis
- Bruant à oreillons – Emberiza fucata
- Bruant à plastron – Aimophila humeralis
- Bruant à poitrine dorée – Emberiza flaviventris
- Bruant à queue aiguë – Ammodramus caudacutus
- Bruant à queue rousse – Aimophila sumichrasti
- Bruant à sourcils jaunes – Emberiza chrysophrys
- Bruant à tête rousse – Emberiza bruniceps
- Bruant à ventre jaune – Emberiza affinis
- Bruant à ventre noir – Calcarius ornatus
- Bruant auréole – Emberiza aureola
- Bruant blanc – Plectrophenax hyperboreus
- Bruant bleu – Emberiza siemsseni
- Bruant cannelle – Emberiza tahapisi
- Bruant cendré – Emberiza cineracea
- Bruant cendrillard – Emberiza caesia
- Bruant chanteur – Melospiza melodia
- Bruant chingolo – Zonotrichia capensis
- Bruant d'Oaxaca – Aimophila notosticta
- Bruant de Baird – Ammodramus bairdii
- Bruant de Bell – Amphispiza belli
- Bruant de Botteri – Aimophila botterii
- Bruant de Brewer – Spizella breweri
- Bruant de Cabanis – Emberiza cabanisi
- Bruant de Cassin – Aimophila cassinii
- Bruant de Godlewski – Emberiza godlewskii
- Bruant de Henslow – Ammodramus henslowii
- Bruant de Jankowski – Emberiza jankowskii
- Bruant de Koslov – Emberiza koslowi
- Bruant de Le Conte – Ammodramus leconteii
- Bruant de Lincoln – Melospiza lincolnii
- Bruant de McCown – Calcarius mccownii
- Bruant de Nelson – Ammodramus nelsoni
- Bruant de Pallas – Emberiza pallasi
- Bruant de Smith – Calcarius pictus
- Bruant de Socotra – Emberiza socotrana
- Bruant de Somalie – Emberiza poliopleura
- Bruant de Stewart – Emberiza stewarti
- Bruant de Tristram – Emberiza tristrami
- Bruant de Tumbes – Aimophila stolzmanni
- Bruant de Vincent – Emberiza vincenti
- Bruant de Worthen – Spizella wortheni
- Bruant de Yéso – Emberiza yessoensis
- Bruant de Zapata – Torreornis inexpectata
- Bruant des champs – Spizella pusilla
- Bruant des marais – Melospiza georgiana
- Bruant des neiges – Plectrophenax nivalis
- Bruant des pinèdes – Aimophila aestivalis
- Bruant des plaines – Spizella pallida
- Bruant des prés – Passerculus sandwichensis
- Bruant des rochers – Emberiza impetuani
- Bruant des roseaux – Emberiza schoeniclus
- Bruant des savanes – Ammodramus humeralis
- Bruant des sierras – Xenospiza baileyi
- Bruant du Cap – Emberiza capensis
- Bruant du Japon – Emberiza sulphurata
- Bruant du Sahara – Emberiza sahari
- Bruant élégant – Emberiza elegans
- Bruant familier – Spizella passerina
- Bruant fauve – Passerella iliaca
- Bruant fou – Emberiza cia
- Bruant gris – Emberiza variabilis
- Bruant hudsonien – Spizella arborea
- Bruant huppé – Emberiza lathami
- Bruant jaune – Emberiza citrinella
- Bruant lapon – Calcarius lapponicus
- Bruant ligné – Aimophila ruficauda
- Bruant maritime – Ammodramus maritimus
- Bruant masqué – Emberiza spodocephala
- Bruant mélanocéphale – Emberiza melanocephala
- Bruant nain – Emberiza pusilla
- Bruant noir et blanc – Calamospiza melanocorys
- Bruant ortolan – Emberiza hortulana
- Bruant pentaligne – Aimophila quinquestriata
- Bruant proyer – Emberiza calandra
- Bruant rayé – Oriturus superciliosus
- Bruant roussâtre – Aimophila rufescens
- Bruant roux – Emberiza rutila
- Bruant rustique – Emberiza rustica
- Bruant sauterelle – Ammodramus savannarum
- Bruant striolé – Emberiza striolata
- Bruant vespéral – Pooecetes gramineus
- Bruant zizi – Emberiza cirlus